# 온양초등학교 (충남)
온양초등학교는 대한민국 충청남도 아산시 읍내동에 있는 공립 초등학교이다.

## 학교 연혁
| 1908년 | 6월 17일 | 공립온양보통학교 개교(설립인가 4월 22일)     |
| 1911년 | 11월 1일 | 온양공립보통학교(4년제)로 개칭               |
| 1920년 | 4월 1일  | 6년제 개편                                   |
| 1930년 | 8월 22일 | 온양신정공립보통학교 분리                    |
| 1938년 | 4월 1일  | 온양명륜공립심상소학교로 개칭                |
| 1941년 | 4월 1일  | 온양명륜공립국민학교로 개칭                  |
| 1949년 | 4월 1일  | 온양초사공립국민학교 분리                    |
| 1950년 | 6월 1일  | 온양국민학교로 개칭                          |
| 1981년 | 3월 1일  | 병설유치원 개원                              |
| 1996년 | 3월 1일  | 온양초등학교로 개칭                          |
| 2008년 | 6월 17일 | 개교 100주년 기념행사                        |
| 2017년 | 2월 17일 | 제105회 졸업식(졸업생 총 8,216명)            |
| 2017년 | 3월 1일  | 15학급 편성(특수 1학급, 병설유치원 1학급)    |
| 2018년 | 2월 9일  | 제106회 졸업식(졸업생 총 8,262명)            |
| 2018년 | 3월 1일  | 18학급 편성(특수학급 2학급, 병설유치원 1학급 |

## 참고 자료
- 온양초등학교 - 한국교육학술정보원 학교알리미